# 高點 (佛羅里達州赫爾南多縣)
高點（英語：High Point）是位於美國佛羅里達州赫爾南多縣的一個人口普查指定地區。

## 地理
高點的座標為28°32′25″N 82°21′26″W / 28.54028°N 82.35722°W，而該地最高點為海拔高度21米（即70英尺）。

## 人口
根據2010年美國人口普查的數據，高點的面積為12.89平方千米，當中陸地面積為12.84平方千米，而水域面積為0.05平方千米。當地共有人口3686人，而人口密度為每平方千米285人。